# Ariel Barros
Ariel Barros (Lomas de Zamora, Provincia de Buenos Aires, Argentina, 13 de febrero de 1989) es un futbolista argentino. Juega de segundo arquero en Almirante Brown.

## Clubes
| Club            | País      | Año             | PJ | Goles |
| --------------- | --------- | --------------- | -- | ----- |
| Los Andes       | Argentina | 2009 - 2014     | 13 | 0     |
| Almirante Brown | Argentina | 2015 - presente | 2  | 0     |